# تلمبه جلال براهویی فاریاب
تلمبه جلال براهویی فاریاب یک منطقهٔ مسکونی در ایران است که در دهستان گلاشکرد واقع شده‌است. تلمبه جلال براهویی فاریاب ۱۷۵ نفر جمعیت دارد.